# Tiburtino
Tiburtino är Roms sjätte quartiere och har beteckningen Q. VI. Namnet Tiburtino kommer av Via Tiburtina. Quartiere Tiburtino bildades år 1921.

## Kyrkobyggnader
- San Lorenzo fuori le mura
- Santa Maria Immacolata e San Giovanni Berchmans
- Santa Maria Consolatrice
- San Tommaso Moro
- Divina Sapienza
- Santa Maria della Misericordia al Verano

## Övrigt
- Cimitero del Verano
- Città universitaria
- Villa Gordiani
- Villa Mercede
- Porta Tiburtina

## Bilder
| - San Lorenzo fuori le Mura. - Santa Maria Immacolata e San Giovanni Berchmans. - San Tommaso Moro. - Porta Tiburtina. |